# 遷界令

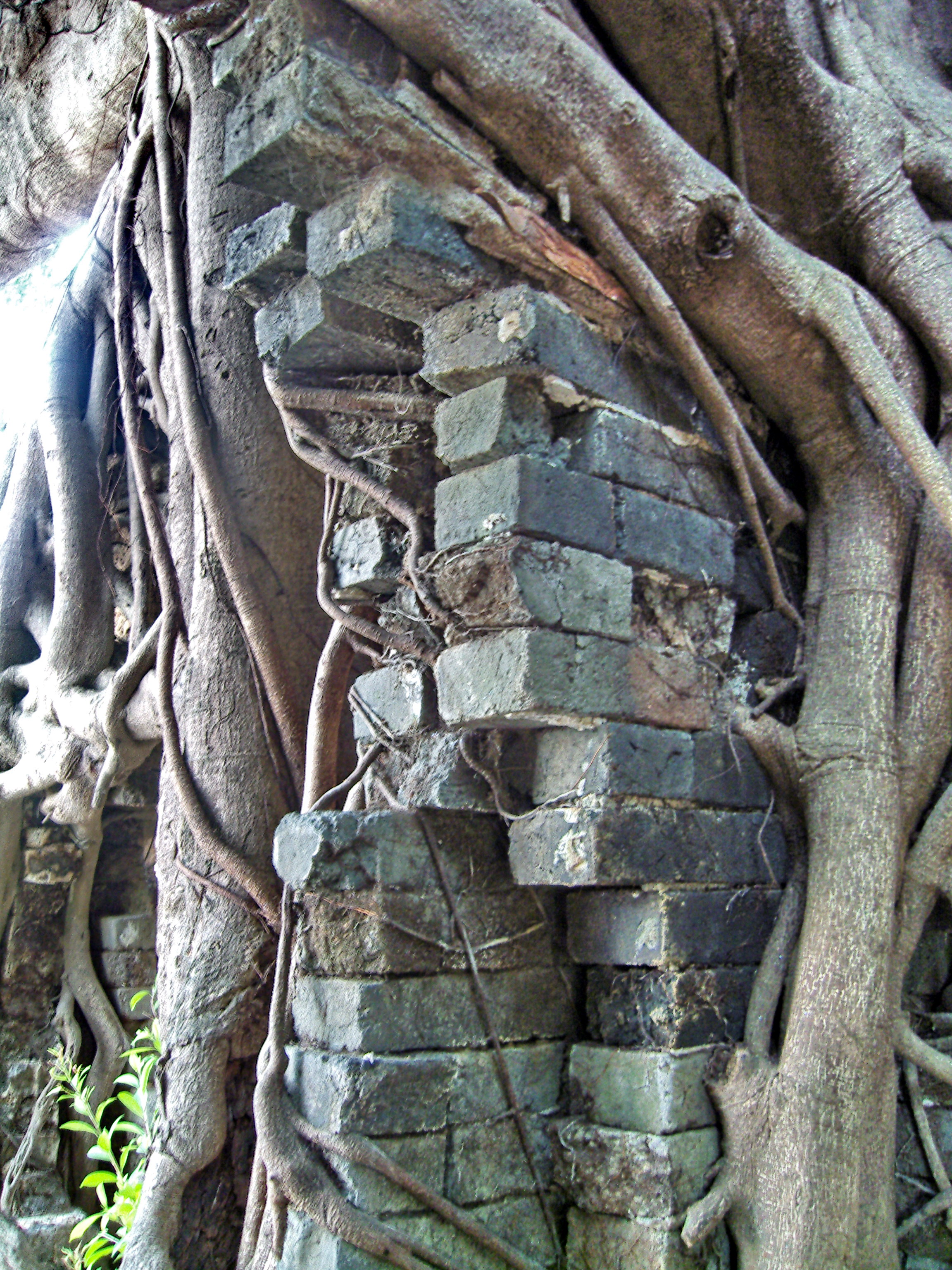
锦田树屋是这段历史的见证：屋主因迁界令离去，土地荒芜而树包裹了原有屋舍

遷界令，又名遷海令，是清朝政府為打压明朝遺臣鄭成功在台灣建立的明鄭王朝，斷絕中国东南沿海居民對其接濟的命令。该命令要求山东至广东沿海居民迁入内地，并以修筑工事、派驻兵员等手段监督之。政令首次颁布于順治十八年（1661年），重申于康熙元年（1662年），再颁于康熙三年（1664年）。康熙八年（1669年）康熙帝亲政后允许部分展界，而康熙十七年（1678年）再次要求迁界。至康熙二十二年（1683年）清军攻滅臺灣明鄭政權后则颁布命令要求百姓迁回，期间二十余年使中國東南沿海地區百姓多次迁移，虽一定程度上阻碍了清帝国沿海人民和主要位处台湾南部的東寧王國的物资人员沟通，但也造成清朝控制下的东南沿海地区田园荒芜、人民流离、生计困顿。

## 迁界令的提出

### 反清势力

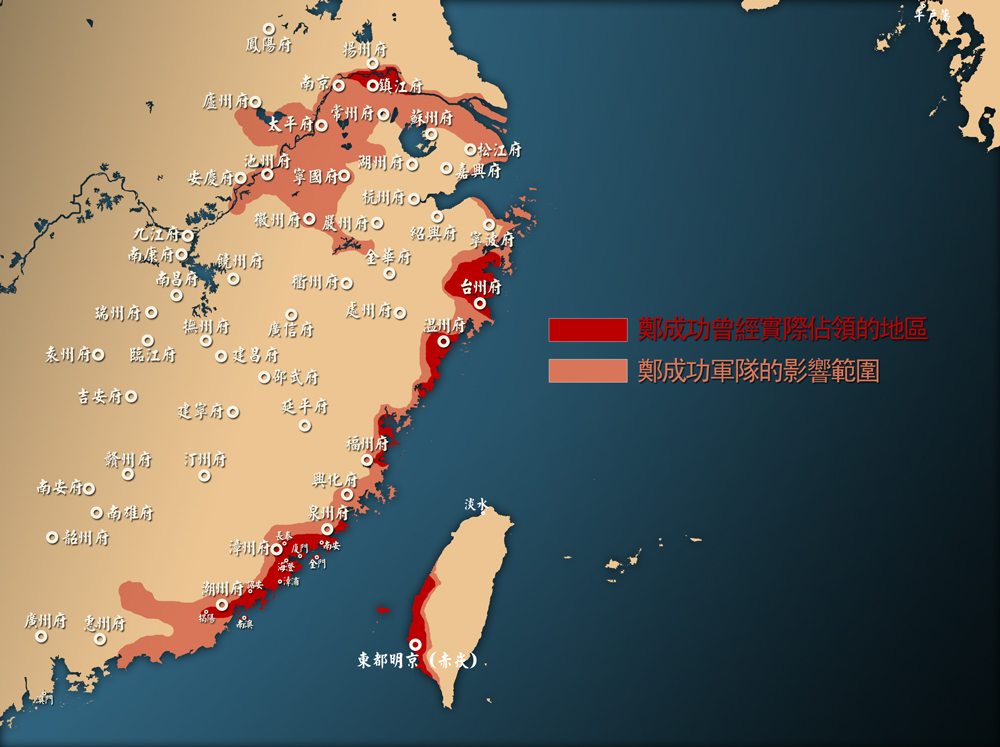
明郑的势力范围

1644年，李自成所率領的民變軍隊攻陷北京，吳三桂所率領的山海關明軍陷入一面抗清、一面又要抵擋李自成攻勢的兩線作戰，吳三桂決定引清兵入關在一片石戰役擊潰李自成的大順軍，然而大清王朝的攝政王多爾袞也順便迎順治皇帝進入北京，而大清也迅速占领中国大部分地区。这一系列军事活动并没有完全消灭敌对清廷的军事势力，以郑成功为代表的汉民族武装力量打着“南明”的旗号继续在东南沿海从事反清复明运动和敌对军事活动。由于清朝在入主中原的过程中，推行剃发易服的政策，制造了扬州十日、嘉定三屠等血腥事件，引起了汉民族间针对满清的民愤，助长了反清运动。
顺治十六年（1659年），郑成功带领十七万大军自水路而来与浙东一带进行反清的张煌言汇合，进军江南，所到之处守将皆逃溃，顺长江连克京口、瓜洲，合围时称江宁的明朝旧都，后因清军偷袭成功，退守厦门。郑成功在民众支持下，占领了金门、厦门、铜山、南澳等沿海地带作为根据地，滋扰当地清朝统治。

### 从禁海到迁界
在顺治十三年（1656年），为了切断当地民众对明郑势力的支持，清朝政府下令颁布禁海令，勒令禁止沿海居民出海，要求海岸设置防卫工事，阻拦明郑势力或者海盗等敌对清朝势力的登陆。顺治十七年（1660年），即郑成功进军南京后一年，清廷听从福建总督李率泰疏言，将临近厦门的同安排头、海澄的沿海地区民众迁移进内陆地区，有学者认为这是清政府对于迁界令的小规模试验。也有学者认为，后金在辽东沿海的沿海居民内迁的政策为迁界令的实施提供了经验。

### 多次迁界
清政府颁布至少三次迁界令，分别于顺治十八年（1661年）、康熙三年（1664年）、十八年（1679年）。順治十八年（1661年），清政府采纳黄梧的建議，以江南、浙江、福建、广东四省逼近明郑“贼巢”而不时受到侵犯、百姓不得安宁的理由，将山東至廣東的沿海居民內遷三十里，並將房屋焚棄，不准百姓复界，并且再次申明“片板不许下海”。 时任兵部尚书苏纳海与侍郎宜理布受清廷命令迁往四省沿海进行迁移范围的划定。顺治十八年，顺治帝驾崩，隔年改元康熙元年（1662年），清廷重申迁界令，下令科尔坤、介山巡视海疆，“期三日尽夷其地，空其人民”。
康熙三年（1664年），清政府以“民未尽空为虑”为由再次颁布迁界令。虽然在康熙八年（1669年）康熙皇帝亲政后允许沿海居民进行展界扩边，然而在康熙十八年（1679年），康熙皇帝以为郑氏势力之所以能够占据厦门等福建沿海地带是因为当地百姓的支援，因而在郑氏占领厦门之时，因循顺治十八年（1661年）的界限，再次颁布迁界的命令；于是，千余里海岸线的沿海居民再度迁移流离。

## 迁界范围

迁海令施行省份示意地图

依照清政府的规定沿海省份皆行海禁，不得有片帆入海；但至于迁界，沿海七省中只在山东至广东地区沿海三十里到五十里内施行，而不涉及辽东。迁界影响的程度，以最靠近台湾的福建最先受到影響、且受影响最深；受影響程度其次为广东、浙江，而山东影响较小。浙江省内则以寧波、温州、台州影响较大，對舟山影響極為嚴重；廣東省內，則以距離明鄭勢力最近的惠州、潮州影響深重，廣州後也被列入遷界令範圍內，距離明鄭勢力最遠的雷州、欽州、廉州、高州等地少有影響。
在划定迁界内的百姓需要迁移到内陆地区，其迁移划界的边缘设有界碑，如浦东有立碑划界上书“居民过限者死”。然而具体的界限范围，在不同省份和地域，根据其社会人文、自然地理，又有所差异。
在福建、广东等地区，宗族势力及其与官府之亲疏程度也影响到了划界的范围。一些和清政府合作的大族得以“托处边界”，不需要进行内迁，而宗室势力较小者则不能免予内迁、因而失所。在宗族势力兴旺的地区，迁界的范围以“华表”，及宗族的牌坊为界，而不遵守里数，而宗族势力弱者常有因迁移死伤或没落者。
浙江迁界令执行最严格的温州、台州等地迁界之时沿山川地形，未完全按照沿海距离划定，当地沿着界限建设三丈高的木制城墙，并配以防兵在木城内三到五里把守：台州府太平县县志记载当地之木城河即因当年沿着迁界修筑木制城墙而得名，是为台州界限的一段；在太平县南部则延梅岭山与旷望山等山脉，以山势为迁移界限。
迁界不仅影响到海岸一带，部分不在迁移范围内的盐场等设施等亦遭到军士的侵占，如海宁的许村盐场。也有地方直到康熙年间才被划入迁界。康熙二年，山东总督祖泽溥上奏请求将其下辖宁海州之黄岛等二十岛及蓬莱县之海丰岛居民迁入内地，受到批准。

## 迁界令的执行

### 迁移焚毁界外物资
迁界一经划定，则要求居民限期三日迁出入内地，为防止民众返回，还要求焚毁田地居所；康熙初年下达命令时，政令传达急迫且严厉，远者未来得及知晓，则已经有骑兵入驻，督促迁移；一时之间，千余里的海岸线上，无论穷富男女老少都被迫迁入内地，丟棄財物，倉皇遷移，路途死傷慘重；其居室被火焚燒，福建長樂因遷界廢棄地帶火焚兩個月不止。根据《廣東新語》记载：
|  | （康熙元年，即1662年）二月，突有内迁人民之政令，然满洲科尔坤、介山等两大人，亲行政令，令沿海之人民向内地迁徙五十里，以断绝接济台湾之患。而后麾兵折界，下令三日内尽夷其地，空其军民，弃赀携累，仓卒奔逃，野处露栖。死亡载道者，以数十万计。 |

開蒲崗村的林氏，在嘉庆年间生活的族人在族譜中记叙了遷界令在当时对居民的困苦：
|  | 初遷，愚民不識何故。肯去者，一去，離妻丟子，各人手足之親；不肯去者，押遷之官，遂行「逆旨」誅戮，甚至亡家滅族，每每出之無辜，有移無歸，死於不得其所者，不知如許。 |

沿海与明郑进行贸易者，乃至于藏匿与明郑贸易者，皆以通贼叛逆罪论处，沿海地带有因之被捕杀者。界限以外的沿海地带，盐场、田地均被废弃，在部分地区军事哨所被拆除整并：从浙江福建交界的分水关到定海县龙山所，沿海筑台设兵守卫，如遇通海河川则沿两岸设立卫所。海上的军用船只亦不能保留：《长乐福清复界图记》指负责迁界的骑兵射焚水军之战舰数千艘而后曰“无资寇用”。

### 官员连带责任
负责管理涉及迁界地方的官员对其下辖居民开界的行为负有连带责任。州县官员如果被发现有居民迁移海岛或者进行贸易，若知情则革职，不知情则永不叙用，其下属官员都降级调用。统管兵马者管理不严格，均需降级留任。抓获出界民众者则可以依照其抓获数量升职，上级官员可以抓获下级辖地的民众处罚下级而升迁，邻地官员可以抓获非自身籍贯民众而升迁。

### 对民众的安抚
迁移后，居民按照规定应当被安插到内地村落，并且得到田地，免除一部分税负和劳役，例如福建沿海籍贯的民众可以免除部分税负傜役，而各地免征税物等不尽相同，然而由于地方官员的怠政等原因，民众往往不能得到应有的减免或者妥当安置。

### 对明郑所占地的处理
福建省东山岛长期受到明郑控制。迁界令颁布当年，即順治十八年（1661年），清军重兵压境，驻守岛上的明郑将领蔡禄、郭义叛投清朝，要挟守卫东山岛的将领张进降清，张进以炸弹自爆。蔡禄、郭义叛二人自知事情败露，遂受到清军指示，对岛上居民进行“迁界”，掳掠万余名青年男女之后一同投降清朝。康熙三年（1664年）清军首次占领东山岛后，再次迁界，焚毁百姓家园，强制迁移民众，造成大量死亡，甚至有官兵劫掠百姓。

## 展界（復界）与开海
迁界令过程中，沿海居民以界外为内地进行“展界”，甚至于直接和明郑势力交易等行为禁而不止。康熙五年，即有福建官员上奏要求展界。福建在地官員姚啓聖上奏陳情，請求復界，即言明沿海漁產乃沿海居民生計之所需。康熙八年（1669年）允许沿海居民复界。康熙十三年，范承谟向清廷呈《条陈闽省利害疏》 ，提出允许渔民捕鱼的要求。
而康熙十七年（1678年）再次要求迁界，直至康熙二十二年（1683年）清军平定台湾后才再次宣布「展界」，安排顺治年間被迁界令强迁的沿海居民复归故土。十一月，康熙帝将吏部侍郎杜臻、内阁学士席柱差往福建、广东主持沿海展界事宜，行前谕曰：“迁移百姓事关紧要，当查明原产给还原主，尔等会同总督巡抚安插，务使兵民得所。”

## 遷界令的影响

### 對明鄭影響
遷界令雖然意圖割斷明鄭政權的與清朝佔據的中國大陸的交通，但是明鄭所佔據之台灣地理位置顯要，海外交通來往不絕，加之台灣大量未開拓土地，使得明鄭仍然可以以軍屯田自給自足，以貿易往來獲得收入。

### 沿海居民移民台湾
在迁界令以前，荷兰殖民者的招徕、台湾的自然地理优势等原因已经吸引了许多中国大陆居民移民台湾。而迁界令所造成的百姓流离、禁海令所造成的生计断绝，再加之天灾等，使得大量沿海居民处于生计不得不移民台湾，或投奔明郑。沈云所著的《台湾郑氏始末》记载道：“（顺治十八年），黄安、颜望忠等率师继进，授安为右虎卫，招沿海居民不愿内徙者数十万人东渡，以实台地”。

### 海盜与沿海百姓流離
清朝朝廷雖於康熙八年（1669年)當時本土上復界，但張氏認為由明鄭勢力反清力量而起的海盜問題突顯出因遷界令離鄉的居民重新回鄉居住仍然是非常危險的事情。復界後數年的康熙十五年（1676年），海盗攻陷在相当于現時香港九龍的彭蒲圍（具體位置已不可考），除已經外出的極少数村民倖存以外，圍內林氏村民無一生還。因而，氏族能在海盜騷擾下依然能有自我保護的能力便是安穩的因素。例如，作為彭蒲圍後裔的竹園林氏較迅速恢復了其在九龍的勢力，甚至因土地不敷居住，分支了部分竹園族人至蒲崗村土地。 嘉庆年间生活的林氏族人在族譜中记叙了清朝初年迁界令在香港的影响。

### 生计影響
遷界令嚴重打擊了当时香港其中兩項經濟活動——製鹽業及種香業。一方面，新遷來的移民來港不熟悉煮鹽和多轉投漁獵、農耕和打石等行業。熟练人手缺乏导致鹽業和種香業均无復昔日的興盛面貌。。例如，九龍的官富場一方面因為復界後遷來的居民不熟练煮鹽，鹽場無法恢復昔日的規模。另一方面，本來仰賴香港鹽產的地區也改為從其他鹽場輸入食鹽。自此，香港鹽業一蹶不振。復界以來，只有零星的鹽場還在出產供本地醃製鹹魚，沒有再見到大規模的出口。 在清初時，石塘咀一帶荒蕪的山坡由於能生產可作建築材料之用的花崗岩（麻石），所以吸引了一批以打石為業的惠州客家人到來開採。
另一方面，康熙八年的朝廷允许沿海居民復界，也标识著新的开始。同年錦田進士鄧文蔚獲封地設墟；鄧氏遂將原來位於元朗河口西岸的大橋墩墟，遷到西邊圍與南邊圍之間的地方，今稱元朗舊墟。存於大樹下天后廟內刻於咸豐六年（1856年）的「重修天后古廟碑」中亦清楚紀錄：「清康熙八年大橋墩市場改遷元朗」。

### 氏族文化断代
香港衙前圍村吳姓族谱中因遷界而四代祖先无从稽考，直至雍正二年（1724年）在衙前圍村才定居下来。福建省东山岛上有大量氏族因之没落，村庄荒废，如东山岛上薛、俞、倪、葛等姓氏大族在被清朝占领后，都已经不复存在。东山岛岛民在明朝属于军民一体，既有户籍，也有军籍，但到了清朝即便是清朝已经占领台湾后，清朝政府长期不允许东山岛居民设立户籍，直至康熙五十年，岛民借清室尊崇关帝，方才共尊关氏为姓氏，清廷因而重新审议而批准岛民的入籍。

## 文艺作品
- 《青天心碑》，由香港作曲家、古典結他演奏家，現任香港演藝學院作曲系主任麥偉鑄根據周有德、王來任復界事蹟寫成的大型中樂作品，為古典結他及中樂團而作，由香港中樂團委約，於2014年2月22日的香港中樂團音樂會《樂旅中國VIII》（第42屆香港藝術節節目）由他親自作世界首演。[22][23]

## 軼事
提出遷海的黃梧降清後曾向滿清政府提議破壞鄭家祖墳，引起鄭家對他的仇恨。三藩之亂爆發後，鄭經一度率軍反攻中國大陸。康熙十四年（永曆二十九年，1675年）十月，漳州投降鄭經，鄭經即派人挖開黃梧的棺材，車裂並梟首黃梧的屍體。

### 引用
1. 1 2 3 4 5 6 7 8  潘楠;张金林. . 兰台世界. 2015, (7月上旬): 156-157  [2019-04-12]. doi:10.16565/j.cnki.1006-7744.2015.19.031. （原始内容存档于2021-02-03）.
2. 1 2 3 4 5 6 7 8 9 10 11  吴滔; 罗欧亚. . 苏州科技大学学报(社会科学版). 2017年1月, 34 (1)  [2019-04-12]. doi:10.3969/j.issn.1672-0695.2017.01.008. （原始内容存档于2020-06-21）.
3. 1 2  王, 跃生. . 北京: 中国社会科学出版社.   [2019-04-05]. ISBN 9787999012092. （原始内容存档于2021-02-03）.
4. 1 2 3 4 5 6 7 8 9 10 11 12 13  王日根; 苏惠苹. . 江海学刊. 2010, (2)  [2019-04-12]. doi:10.3969/j.issn.1000-856X.2010.02.024. （原始内容存档于2020-06-04）.
5. ↑  金兆蕃;鄧邦述. . 维基文库. （原始内容存档于2021-02-03）.
6. ↑  孟森. . 北京: 商务印书馆. 2010年: 348–352 & 503–521. ISBN 9787100074650.
7. 1 2 3 4 5 6 7 8 9  刘小龙. . 闽台文化交流. 2011, (1)  [2019-04-05]. （原始内容存档于2021-02-03）.
8. 1 2 3 4 5 6 7 8 9 10  谢国桢. . . 北京: 中华书局. 1982. ISBN 7806780335.
9. 1 2 3 4 5 6 7  叶锦花. . 福建师范大学学报(哲学社会科学版). 2015, (1)  [2019-04-05]. （原始内容存档于2021-02-03）.
10. 1 2  高志超. . 清史研究. 2016年, (第1期)  [2019-04-05]. （原始内容存档于2019-05-09）.
11. ↑  王日根.  (PDF). 中国社会经济史研究. 2000, (2)  [2019-04-05]. （原始内容 (PDF)存档于2020-05-10）.
12. ↑  趙爾巽等. . 维基文库.   [2019-04-12]. （原始内容存档于2021-02-03）. 十八年，用黃梧議，徙濱海居民入內地，增兵守邊。
13. ↑  连心豪.  (PDF). 中国社会经济史研究. 2000, (1)  [2019-04-05]. （原始内容 (PDF)存档于2020-05-15）.
14. ↑  屈大均. . 维基文库.   [2019-04-12]. （原始内容存档于2023-04-04）.
15. 1 2 3 4  張瑞威. . 華南研究資料中心通訊. 2002, (28): 1-8  [2019-04-12]. （原始内容存档于2021-02-03）.
16. ↑  . 清實錄. 维基文库.   [2019-04-12]. （原始内容存档于2021-02-03）. 康熙二十二年……上谕差往福建广东展沿海边界侍郎杜臻等曰、迁移百姓、事关紧要。当察明原产、给还原主。尔等会同总督巡抚安插、务使兵民得所。须廉洁自持。勿似从前差往人员、所行鄙琐也。
17. ↑  李祖基.  (PDF). 台湾研究集刊. 2004年, (第3期)  [2019-04-05]. （原始内容 (PDF)存档于2020-12-12）.
18. ↑  爾東. 周海燕 , 编. . 香港: 明報出版社有限公司. 2007年4月: 頁79. ISBN 978-962-973-634-7.
19. ↑  葉德平. . 文汇报. 2016-12-12  [2018-11-25]. （原始内容存档于2018-09-30）.
20. ↑   (PDF).   [2019-05-25]. （原始内容 (PDF)存档于2016-03-04）.
21. ↑  何文匯（主持）.  [Archaeology and Antiquities] (電視節目). 香港: 香港電台電視部. 1984年9月16日  [2019年5月5日]. （原始内容存档于2017年8月13日）.
22. ↑  世間有青天 忠烈見心碑－麥偉鑄的《青天心碑》 （页面存档备份，存于），香港中樂團官方網頁
23. ↑  《樂旅中國VIII》 的存檔，存档日期2014-08-12.，香港中樂團官方網頁
24. ↑  《海上見聞錄》卷二：「剖黃梧棺，戮屍斬首」。